# Loscopia
 Loscopia là một chi bướm đêm thuộc họ Noctuidae.

## Loài
- Loscopia roblei Quinter & Lafontaine, 2009
- Loscopia velata (Walker, 1865)